# Bertalan Papp
Bertalan Papp (* 7. September 1913 in Tiszaföldvár; † 8. August 1992 in Budapest) war ein ungarischer Säbelfechter. Er gewann zwei olympische Goldmedaillen und war zweimal Weltmeister.
Bei den Olympischen Spielen 1948 in London bestand die ungarische Säbel-Mannschaft (Säbel-Equipe) aus vier Fechtern, die bereits zwölf Jahre zuvor olympisches Gold gewonnen hatten: Tibor Berczelly, Aladár Gerevich, Pál Kovács und László Rajcsányi. Hinzu kamen Rudolf Kárpáti und Bertalan Papp. Diese sehr erfahrene Equipe dominierte den Mannschaftswettbewerb und gewann Gold vor den Italienern und den US-Fechtern. Vier Jahre später trat die ungarische Säbel-Equipe bei den Olympischen Spielen 1952 in Helsinki in gleicher Besetzung an und kämpfte sich mit klaren Siegen ins Finale, lediglich das Gefecht um Gold gegen Italien ging nur knapp an die Ungarn.
Bei den Weltmeisterschaften 1953 in Brüssel trat die ungarische Säbel-Equipe ebenfalls in der Besetzung Berczelly, Gerevich, Kárpáti, Kovács, Papp und Rajcsányi an und gewann den Titel vor den Italienern. Im Jahr darauf war bei den Weltmeisterschaften in Luxemburg der 1907 geborene Rajcsányi nicht mehr dabei, dafür kam der 1932 geborene Dániel Magay in die Equipe. Die Ungarn gewannen den Titel vor den Polen, für Berczelly und Papp war dies der letzte große Wettkampf.
In späteren Jahren war Papp auch als Schauspieler, Stuntman und Berater bei Filmproduktionen tätig.